# Олімпія-Гайтс (Флорида)
Олімпія-Гайтс (англ. Olympia Heights) — переписна місцевість (CDP) в США, в окрузі Маямі-Дейд штату Флорида. Населення — 12 873 особи (2020).

## Географія
Олімпія-Гайтс розташована за координатами 25°43′40″ пн. ш. 80°20′20″ зх. д. / 25.72778° пн. ш. 80.33889° зх. д. (25.727896, -80.339000).  За даними Бюро перепису населення США в 2010 році переписна місцевість мала площу 7,79 км², з яких 6,87 км² — суходіл та 0,92 км² — водойми.

## Демографія
Згідно з переписом 2010 року, у переписній місцевості мешкало 13 488 осіб у 4130 домогосподарствах у складі 3376 родин. Густота населення становила 1731 особа/км².  Було 4278 помешкань (549/км²).
Расовий склад населення:
| - 95,2 % — білих - 1,2 % — чорних або афроамериканців - 0,6 % — азіатів - 0,3 % — корінних американців - 0,1 % — вихідців з тихоокеанських островів - 1,6 % — осіб інших рас |

До двох чи більше рас належало 1,0 %. Частка іспаномовних становила 85,8 % від усіх жителів.
За віковим діапазоном населення розподілялося таким чином: 17,9 % — особи молодші 18 років, 58,8 % — особи у віці 18—64 років, 23,3 % — особи у віці 65 років та старші. Медіана віку мешканця становила 45,5 року. На 100 осіб жіночої статі у переписній місцевості припадало 92,7 чоловіків;  на 100 жінок у віці від 18 років та старших — 89,9 чоловіків також старших 18 років.
Середній дохід на одне домашнє господарство  становив 78 049 доларів США (медіана — 59 668), а середній дохід на одну сім'ю — 80 249 доларів (медіана — 61 993). Медіана доходів становила 35 500 доларів для чоловіків та 31 344 долари для жінок. За межею бідності перебувало 14,8 % осіб, у тому числі 21,8 % дітей у віці до 18 років та 14,0 % осіб у віці 65 років та старших.
Цивільне працевлаштоване населення становило 7508 осіб. Основні галузі зайнятості: освіта, охорона здоров'я та соціальна допомога — 22,5 %, роздрібна торгівля — 12,7 %, будівництво — 11,0 %, науковці, спеціалісти, менеджери — 10,9 %.